# Артур Оукен
Артур Мелвін Оукен (англ. Arthur Melvin Okun, 28 листопада 1928, Джерсі-Сіті, Гудзон, Нью-Джерсі, США — †23 березня 1980, Вашингтон, округ Колумбія, США) — американський економіст, автор «закону Оукена». Голова Ради економічних консультантів при президенті США в 1968—1969 роках.

## Біографія
Початок його кар'єри пов'язаний з Колумбійським університетом, де він здобув ступінь бакалавра (1949 р.) і ступінь доктора філософії (1956 р.). У 1952 році Оукен почав викладати в Єльському університеті, а 1963 року обійняв там посаду професора економіки. У 1961—1962 рр. Оукен працював у Вашингтоні штатним економістом Ради економічних консультантів президента Кеннеді.
За Джонсона Оукен повернувся на державну службу спочатку як член Ради, а потім — її голова. У 1969 році Оукен прийшов у Brookings Institute старшим науковим співробітником і працював там аж до самої своєї смерті (1980 р.), одночасно опублікувавши книги «Політична економіка процвітання» («The Political Economy of Prosperity», Brookings Institutions, 1970), і «Рівність і ефективність: велика дилема» («Equality and Efficiency: The Big Tradeoff», Brookings Institutions, 1975) і виконуючи обов'язки співредактора періодичного наукового журналу «Brookings Papers on Economic Activity», який швидко зайняв лідируюче положення серед видань, що публікують статті з питань макроекономіки. У 1979 р. роботи Оукена по політичній економії були удостоєні почесної премії Френка Сейдмана. У 1980 р. Оукен помер.

### Закон Оукена
У тих випадках, коли коефіцієнт Оукена — відношення реального валового національного продукту до потенційно можливого — дорівнює 1, тобто, коли американська економіка діє в умовах максимально можливої зайнятості населення, як було, наприклад, в 1964 і 1972 роках, спостережуваний рівень безробіття в США становить 5,2—5,6 % трудових ресурсів. Різниця між рівнем зростання економіки і рівнем її інфляції — реальною швидкістю її економічного зростання — часто називають «індексом Оукена». Саме тому рівень безробіття, рівний приблизно 5,5 %, часто описується як емпіричне значення фрідмановского «природного рівня безробіття» — такого рівня безробіття, який сумісний зі стабільним рівнем інфляції цін і заробітної плати.